# Montmartre

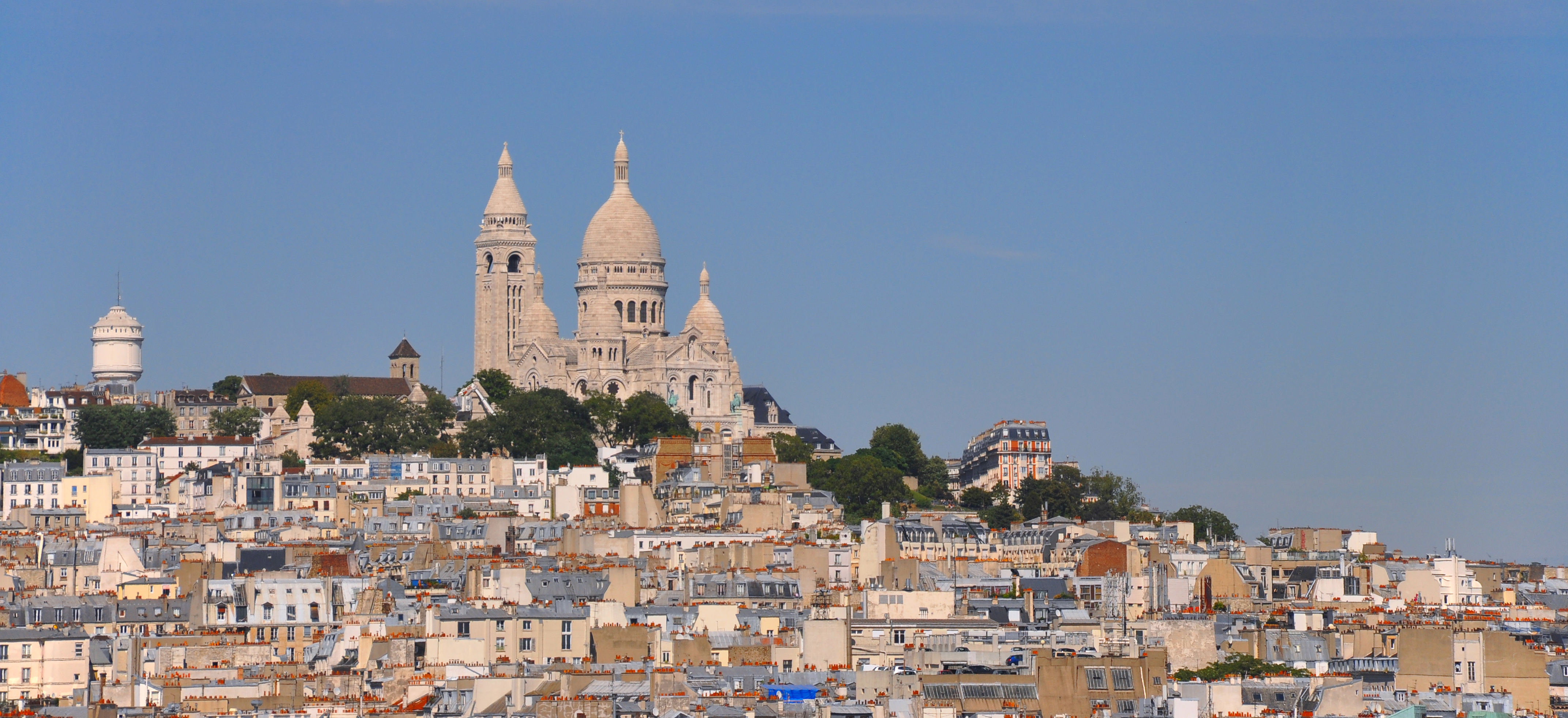
Đồi Montmartre nhìn từ Galeries Lafayette Haussmann

Montmartre là một khu phố của Paris, nằm trên quả đồi lớn thuộc Quận 18. Từng là nơi tập trung của nhiều họa sĩ nổi tiếng, cộng với nhà thờ Sacré-Cœur, cối xay gió Moulin de la Galette, các con phố nhỏ, quán cà phê, nhà hàng, Quảng trường Tertre, thang máy đồi Montmartre,... Montmartre là một trong những địa điểm thu hút du khách nhất Paris.
Tiếng Việt đầu thế kỷ 20 còn gọi khu phố này là xóm Mông Mạc như trong sách du ký Paris của Phạm Quỳnh.

## Lịch sử
Nguồn gốc cái tên của Montmartre không có những khẳng định chắc chắn. Một số nhà sử học cho rằng Montmartre có gốc từ "Mons Mercurei et Mons Martis", có nghĩa núi Mercure và núi Mars, tên hai vị thần. Vết tích những ngôi đền thờ thần Mars (Hỏa tinh Vương)và thần Mercure (Thủy tinh Vương) được tìm thấy ở đây. Cũng có một giả thuyết thứ hai theo cách triết tự: Montmartre xuất phát từ chữ "Mons Martyrium", có nghĩa ngọn đồi những người tử vì đạo. Theo truyền thuyết thì Thánh Denis, vị giám mục đầu tiên của Paris, đã tử vì đạo ở ngọn đồi này. Một trong những con phố ở Montmartre có tên Martyrs, tiếng Pháp: rue des Martyrs, có nghĩa là phố những ngưởi tử vì đạo. Khoảng năm 475, Thánh Geneviève đã cho xây trên sườn đồi, vị trí Thánh Denis tử vì đạo, một nhà nguyện. Tới thế kỷ 9, nó trở nên đổ nát và được xây dựng lại.

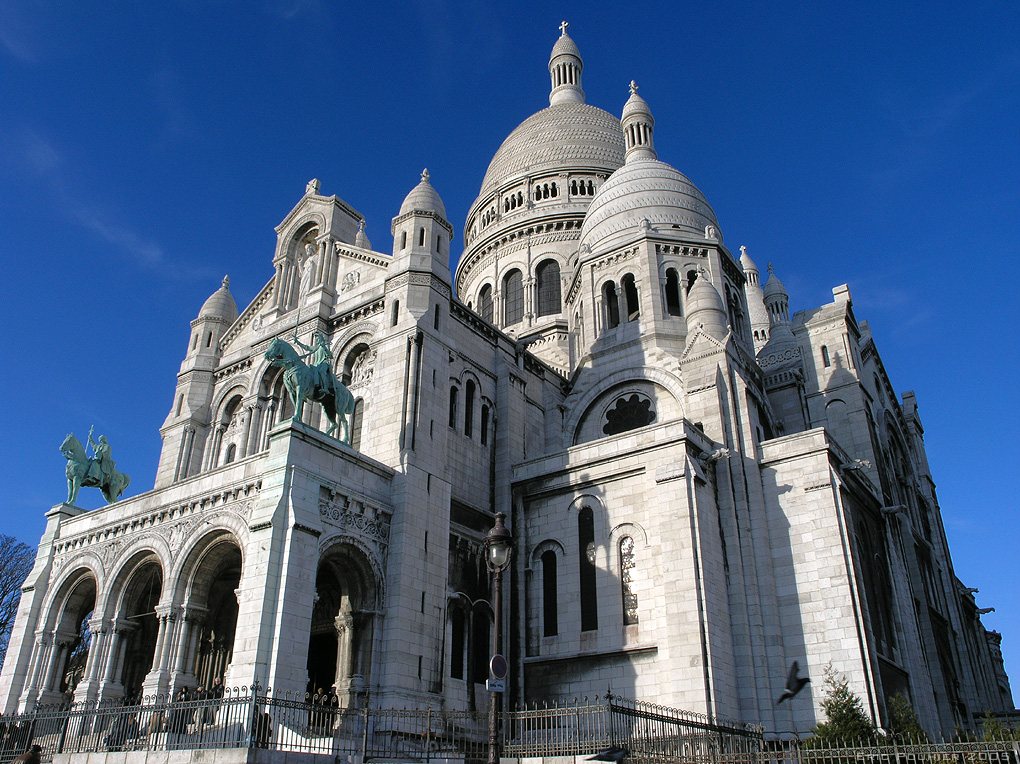
Nhà thờ Sacré-Cœur

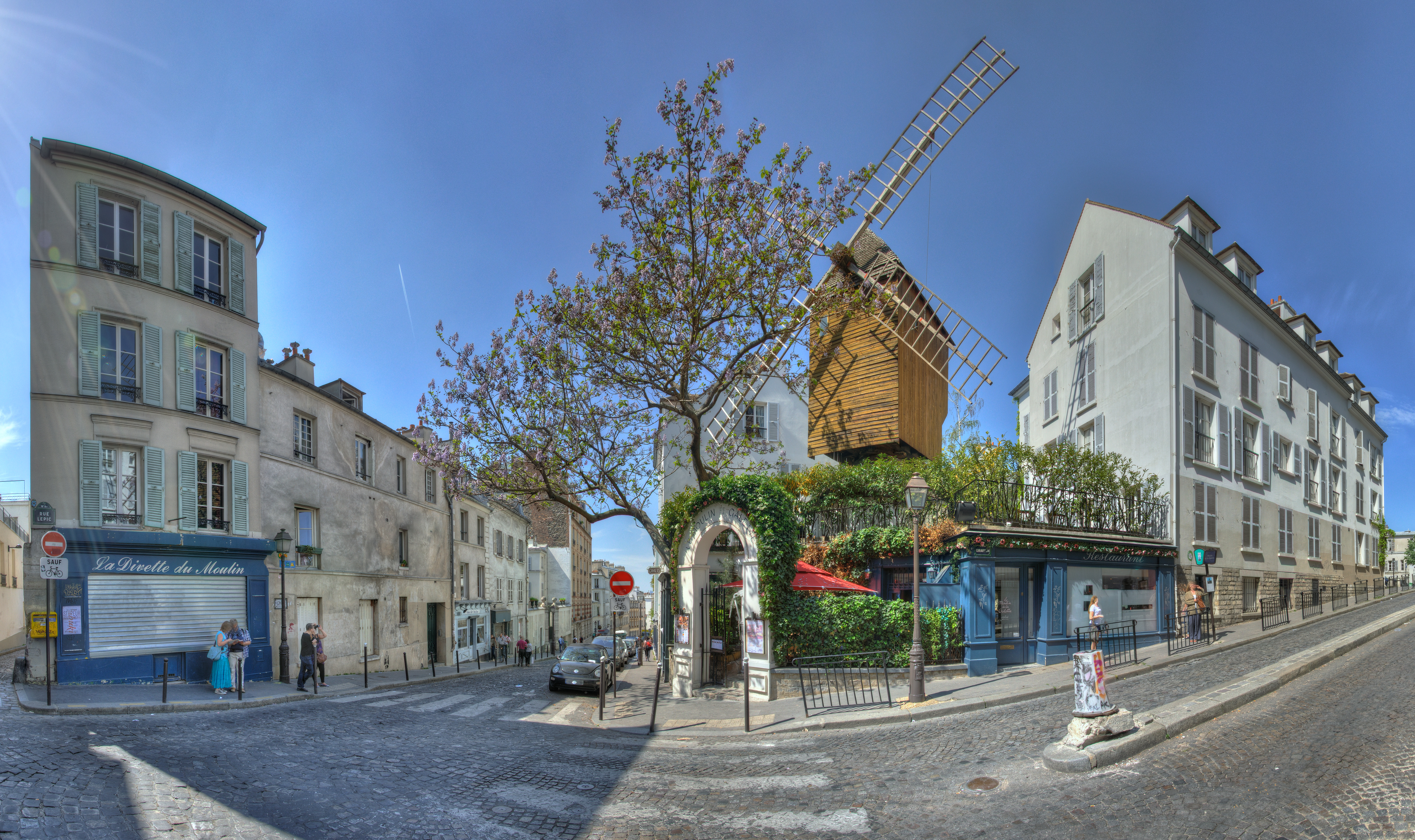
cối xay gió Moulin de la Galette ở phố Lepic ngày nay

Từ thế kỷ 6, tại Montmartre đã có một xóm nhỏ với nhà thờ và nghĩa địa. Năm 1095, các tu sĩ tới đây xây dựng một tu viện. Vua Louis VI mua lại khu vực này từ các tu sĩ và cho xây dựng một nhà thờ cùng tu viện. Năm 1154, các phụ tá linh mục đã tát cạn đầm lầy này giữa Montmartre và Paris. Năm 1534 tại Montmartre, Thánh Íñigo Oñaz López de Loyola cùng bạn bè đã lập nên một dòng tu (Superior General of the Society of Jesus hay Supérieur général de la Compagnie de Jésus). Vào năm 1559, một đám cháy lớn đã thiêu trụi phần lớn tu viện và tới năm 1611, một tu viện mới được xây dựng. Năm 1590, Henri IV đã ở đồi Montmartre trong thời gian cho vây hãm thành Paris.
Năm 1790, khi hình thành những xã và tỉnh, Montmartre là một xã của Seine. Nằm bên trong tuyến công sự được xây dựng vào thế kỷ 19, Montmartre được sáp nhập vào Paris năm 1860 và thành một phần của Quận 18. Phần địa phận của Montmartre bên ngoài công sự thuộc về Saint-Ouen. Từ năm 1871, Montmartre trở thành một trong những điểm quan trọng của Paris.

## Khu phố nghệ sĩ

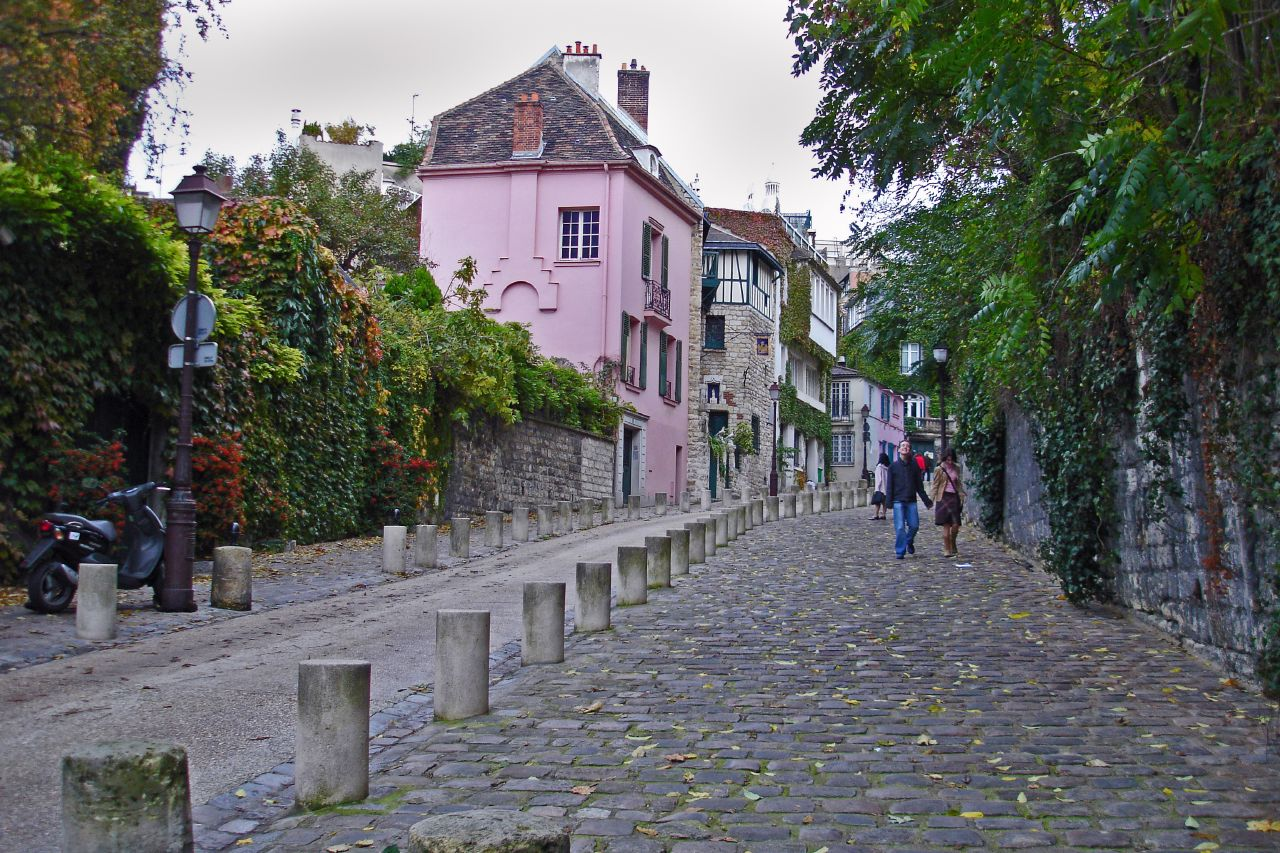
Một con phố

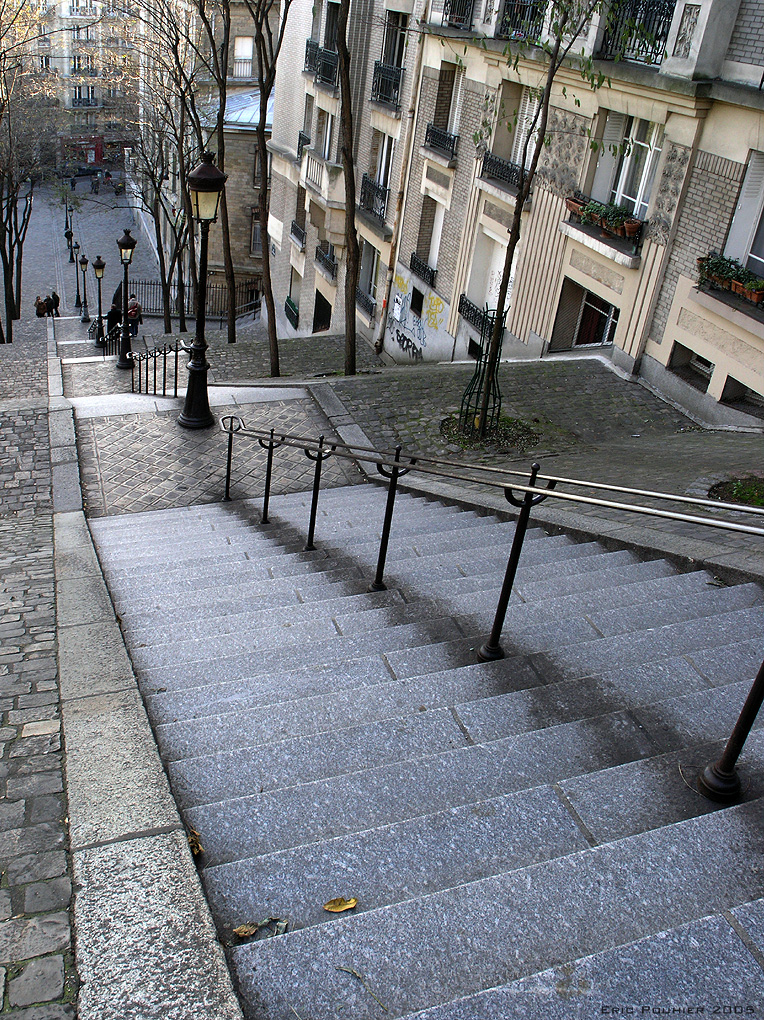
Rue Foyatier

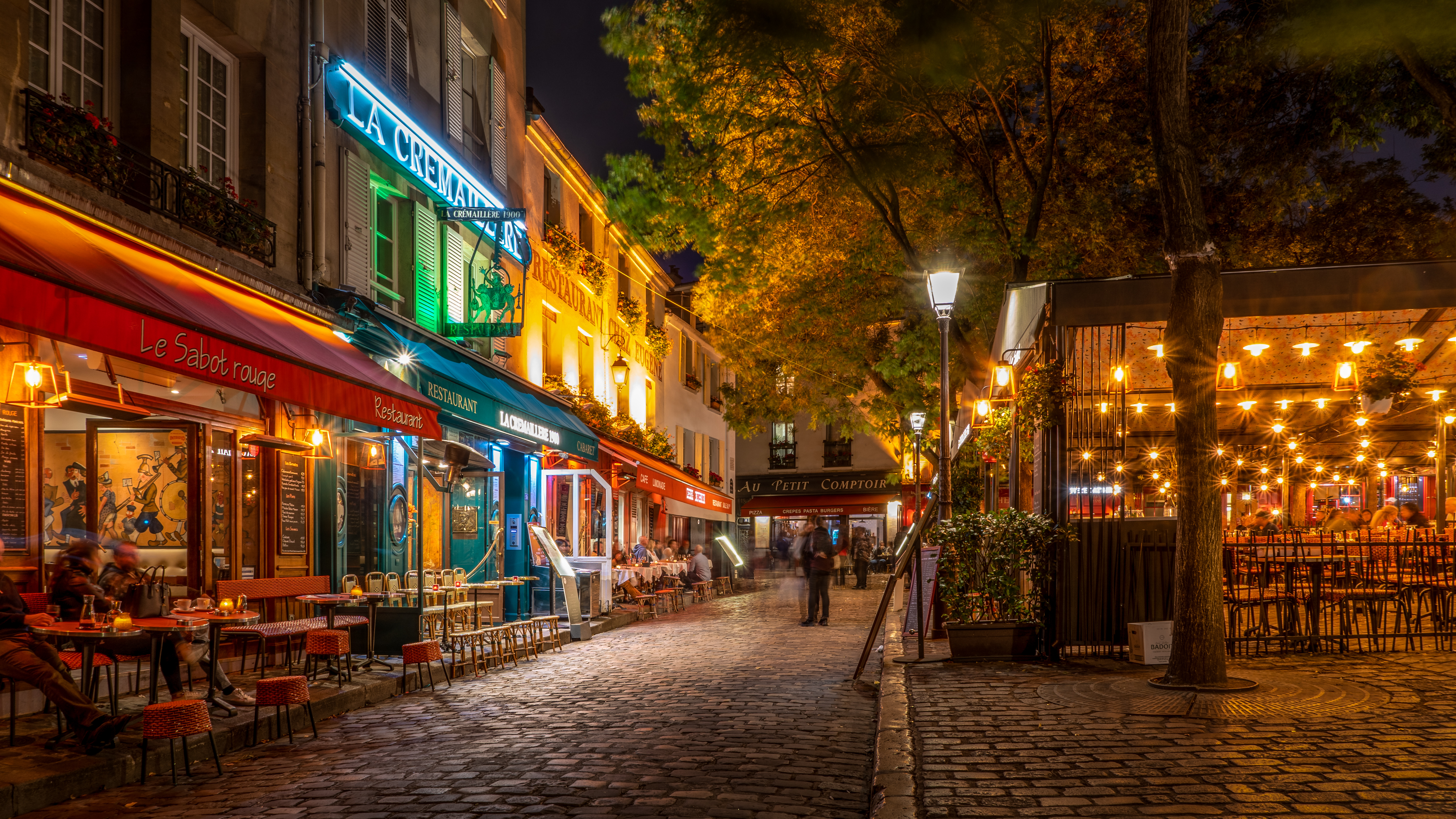
Quảng trường Tertre

Cuốn từ điển của nhà xuất bản Roussard đã thống kê tới 4285 nghệ sĩ, từ danh tiếng đến ít tên tuổi, từng sống tại Montmartre trong hai thế kỷ 19 và 20. Từ khoảng năm 1820, các nghệ sĩ bắt đầu tập trung về đây. Đến cuối thế kỷ 19, đầu thế kỷ 20, khu phố này từng là điểm đến của những họa sĩ nổi tiếng bậc nhất với các trường phái Ấn tượng, Lập thể, Dã thú..
Cùng với Montparnasse ở bên tả ngạn, Montmartre trở thành trung tâm nghệ thuật của Paris. Tòa nhà Bateau-Lavoir từng đón tiếp Henri Matisse, Georges Braque, Pablo Picasso, Maurice Utrillo, Guillaume Apollinaire... Vincent van Gogh sống tại số 54, phố Lepic. Camille Pissarro vẽ đại lộ Montmartre. Moulin de la Galette từng là đề tài của Pierre-Auguste Renoir, Pablo Picasso, Vincent van Gogh, Henri de Toulouse-Lautrec, Maurice Utrillo... Các quán cabaret Le Chat noir, Lapin Agile có khách hàng là những nghệ sĩ, nhà thơ tên tuổi.
Gần đây, bộ phim nổi tiếng của Pháp Le Fabuleux Destin d'Amélie Poulain cũng thực hiện nhiều cảnh quay về khu phố này.

## Địa điểm du lịch
Nằm trên đỉnh đồi Montmartre là nhà thờ Sacré-Cœur nổi tiếng, cũng là một địa điểm thuận lợi để nhìn toàn cảnh Paris. Vẫn giữ được không khí nghệ sĩ, khu phố Montmartre tập trung nhiều nhà hàng, quán cà phê, phòng tranh, cửa hàng đồ lưu niệm... Trên quảng trường Tertre, các họa sĩ vẽ chân dung và tranh biếm họa cho du khách. Cạnh quảng trường còn có Không gian Dalí, trưng bày các tác phẩm của họa sĩ Salvador Dalí. Để đưa du khách từ dưới chân lên đỉnh đồi, từ năm 1900 một thang máy được lắp đặt. Một số địa điểm nổi tiếng như quán Moulin Rouge hay nghĩa trang Montmartre cũng nằm không xa nhà thờ Sacré-Cœur.
Montmartre cũng là một địa điểm quan trọng của tôn giáo. Ngoài nhà thờ Sacré-Cœur, ở dây còn có nhà thờ Saint-Pierre de Montmartre và nhà thờ Saint-Jean de Montmartre cùng bốn xứ đạo: Carmélites, Bénédictines du Sacré-Cœur de Montmartre, Notre-Dame du Cénacle và Sainte-Famille de Bordeaux.

## Những người nổi tiếng sinh tại Montmartre
Có nhiều người nổi tiếng từng sống tại Montmartre và cùng không ít những nhân vật sinh ra ở đây. Có thể kể đến:
- Marcel Carné, đạo diễn
- Jean-Pierre Cassel, diễn viên
- Jean-Paul Friederichs, nam tước
- Charles Friant, ca sĩ opera
- Jean Renoir, nhà làm phim
- Maurice Utrillo, họa sĩ
- André Malraux, nhà văn
- Jean Gabin, diễn viên